# Only by the Night
Only by the Night é o quarto álbum de estúdio da banda Kings of Leon, lançado mundialmente em Setembro de 2008. A banda começou a escrever as canções para o quarto álbum apenas alguns dias após o lançamento do seu terceiro, Because of the Times. O álbum foi produzido por Angelo Petraglia e Jacquire King durante Fevereiro de 2008 nos Blackbird Studios do Nashville.
Only by the Night obteve sucesso comercial, ficando entre o top 10 em mais de 10 países diferentes. O álbum foi certificado como best-seller na Austrália, recebeu 8x a certificação de platina, se tornando o álbum mais vendido de 2008 naquele país e o terceiro álbum mais vendido de 2008 no Reino Unido recebendo dois Brit Awards. Ainda mais, dois singles lançados deste álbum chegaram ao topo das paradas de sucesso, sendo que "Sex on Fire" se tornou o hit n° 1 na Inglaterra, na Austrália e nos Estados Unidos, perdurando na Hot Modern Rock Tracks, e também ficou como n° 2 na Nova Zelândia. O segundo single do álbum, "Use Somebody", também ficou na segunda posição nas paradas do Reino Unido e na Austrália, sendo o primeiro hit da banda entre o Top 10 nos EUA. O álbum foi nomeado Best Rock Album (Melhor álbum de rock) no 51º Grammy Awards no qual a canção "Sex on Fire" também recebeu duas nomeações. Em termos de vendas internacionais, este álbum tem sido o maior sucesso comercial da banda até agora, vendendo mais de 8 milhões de cópias pelo mundo.
"Sex on Fire" ficou em primeiro lugar na Triple J Hottest 100 de 2008, "Use Somebody" ficou em terceiro, "Closer" ficou na posição n° 24 e "Crawl" ficou na posição n° 70.

## Faixas
Todas as letras escritas por Kings of Leon. 
| CD  |                |         |  |
| N.º | Título         | Duração |  |
| 1.  | "Closer"       | 3:57    |  |
| 2.  | "Crawl"        | 4:06    |  |
| 3.  | "Sex on Fire"  | 3:23    |  |
| 4.  | "Use Somebody" | 3:50    |  |
| 5.  | "Manhattan"    | 3:24    |  |
| 6.  | "Revelry"      | 3:21    |  |
| 7.  | "17"           | 3:05    |  |
| 8.  | "Notion"       | 3:00    |  |
| 9.  | "I Want You"   | 5:07    |  |
| 10. | "Be Somebody"  | 3:47    |  |
| 11. | "Cold Desert"  | 5:34    |  |

| Faixas bonus |                                                      |         |  |
| N.º          | Título                                               | Duração |  |
| 1.           | "Frontier City" (versão deluxe de Vinil e do iTunes) | 3:37    |  |
| 2.           | "Beneath the Surface" (B-side de Sex on Fire)        | 2:48    |  |

| Ao vivo do Hammersmith Apollo 2007 |                               |         |  |
| N.º                                | Título                        | Duração |  |
| 1.                                 | "King of the Rodeo" (Ao vivo) | 2:48    |  |
| 2.                                 | "Crawl" (Ao vivo)             | 3:09    |  |
| 3.                                 | "Fans" (Ao vivo)              | 4:01    |  |
| 4.                                 | "Molly's Chambers" (Ao vivo)  | 2:25    |  |
| 5.                                 | "My Party" (Ao vivo)          | 4:21    |  |
| 6.                                 | "Arizona" (Ao vivo)           | 4:48    |  |
| 7.                                 | "Charmer" (Ao vivo)           | 3:34    |  |

| Edição da turnê australiana- Live in London (DVD) |                |         |  |
| N.º                                               | Título         | Duração |  |
| 1.                                                | "Use Somebody" |         |  |
| 2.                                                | "On Call"      |         |  |
| 3.                                                | "Sex on Fire"  |         |  |
| 4.                                                | "Crawl"        |         |  |
| 5.                                                | "Manhattan"    |         |  |

## Recepção
Metacritic calculou a avaliação global do álbum como 63/100. Segundo Allmusic o álbum " é uma potente gravação do Kings of Leon e os caras nunca definiram sua ambição tão claramente antes". A revista Billboard disse que "Only by the Night requer alguma paciência. Soa como uma faixa média-de-43-minutos-fervendo na primeira vez que se ouve, mas começa a mostrar seus charmes nas vezes seguintes".
Only By The Night recebeu a nomeação de "Melhor Álbum de Rock" no 51º Grammy Awards e, com o single "Sex on Fire", recebeu duas nomeações: "Melhor Performance de Rock por Duo ou Grupo com Vocais" e "Melhor Canção de Rock". Também foi premiado "Álbum do Ano" de 2008 pela Q Magazine, do Reino Unido, e eleito pela revista Rolling Stone como o 20º melhor álbum do mesmo ano.

### Paradas musicais
| País           | Melhor posição |
| -------------- | -------------- |
| Austrália      | 1              |
| Canadá         | 4              |
| Dinamarca      | 5              |
| Finlândia      | 31             |
| França         | 38             |
| México         | 27             |
| Holanda        | 10             |
| Nova Zelândia  | 1              |
| Suécia         | 56             |
| Suíça          | 10             |
| Reino Unido    | 1              |
| Estados Unidos | 5              |

## Pessoal
- Caleb Followill – vocal, guitarra ritmica
- Matthew Followill – guitarra, vocal
- Jared Followill – baixo, vocal
- Nathan Followill – Bateria, percussão, vocal
- Angelo Petraglia - Teclado em "Use Somebody"
- Jacquire King - Teclado em "Revelry"